# 國立臺灣大學植物教學醫院
國立臺灣大學植物教學醫院，簡稱臺大植物教學醫院，分為校總區總院和雲林分院。主要由植物診療師提供病蟲害鑑定、農藥合理使用建議、農企業作物整合性管理等診療服務。

## 歷史
2006年國立臺灣大學植物病理與微生物學系成立植物醫學研究中心，並於2011年創立植物醫學碩士學位學程。2016年中華民國時任總統蔡英文為落實推動食安五環政見及行政院農業委員會十年農藥減半政策，積極推動「植物醫師」制度。
此制度草案於2022年4月經行政院完成全案審查，但因醫師團體強烈反對「醫師」字樣，故遲遲無法三讀。2023年9月因植物學界求全退讓，改名為「植物診療師法」並重新送審；2024年6月行政院討論通過，同年7月8日經立法院經濟委員會審議通過，同月15日經立法院三讀通過。臺灣正式成為全球第一個制定植物診療師專法的國家，未來只須通過國家考試，就可取得具證照的「植物診療師」。中華民國考試院於2025年3月27日通過「專門職業及技術人員高等考試植物診療師考試規則」，中華民國考選部預計8月首次舉辦植物診療師考試。
國立臺灣大學為配合政府食安政策，先後於2018年7月18日在雲林分部農業推廣教育中心成立「臺大植物教學醫院雲林分院」，11月26日於生物資源暨農學院成立「臺大校總區植物教學醫院」。

## 服務
植物教學醫院由植物診療師提供即時田間診療、作物病蟲害診斷、防治處方建議，肥料與種苗的選擇以及舉辦專題講習課程等，協助農民合理施用農藥、保護農民用藥安全、保障消費者食安。植物診療師會輪流駐點雲林的西螺、二崙、莿桐、虎尾及斗南等農會，提供農民現地診斷服務及不定期舉辦技術講習。
國立臺灣大學配合中華民國農業部的政策營運全球首創「農藥殘留質譜快檢移動實驗室」之行動檢測車，其中負責營運單位亦有台北市瑠公農業產銷基金會、國立虎尾科技大學、國立東華大學以及國立嘉義大學。以質譜快檢同時檢驗200種農藥，10分鐘即可獲得檢測結果，在產地田間提供及時服務，檢驗不合格產品將延後採收，保障農安及食安，每年約可提供1.5萬件檢測服務。

## 外部連結
- 官方網站 （页面存档备份，存于）（繁體中文）